# Dan Turèll
Dan Turèll (udtales: [tuˈräl]; også kendt under kælenavnet Onkel Danny) (født 19. marts 1946 på Frederiksberg, død 15. oktober 1993 i København) var en dansk forfatter, digter, musiker og buddhist.

## Opvækst
Dan Turèll blev født på Frederiksberg Hospitals fødeklinik og flyttede til Vangede ved København som 9-årig, hvor han voksede op som den ældste af fem søskende. Hans far var elektriker Helmuth Turèll-Jensen af fransk familie og moderen Inge Turèll-Jensen af tysk. Dan blev student fra Akademisk Studenterkursus.

## Politik
Dan Turèll var kendt for sine mange venstreorienterede synspunkter, der også kom til udtryk i mange af hans bøger. Særligt i Vangede Billeder, hvor han taler imod det konservative styre i Gentofte og beskriver det kommunistiske og socialdemokratiske miljø i Vangede. Men også andre steder kommer det til udtryk. I Onkel Danny Fortæller er der således flere beskrivelser af venstrefløjsaktiviteter fra Dan Turèlls ungdom. Som ung var Dan Turèll bl.a. med i Socialistisk Ungdoms Forum, der en overgang var ungdomsorganisation for SF. Dan Turèll bidrog også med artikler til magasinet Aspekt (socialistisk tidsskrift for politik og kultur) (1965-69).
Dan Turèlls politiske ideer fulgte ikke den slaviske opdeling, som ideologierne selv gjorde. I digtet "MENTALT MANIFEST/SCHIZOFREN SYMFONI" erklærede han sig f.eks. både som buddhist, yoga-udøver, anarkist og socialist..

## Mange job
Dan Turèll har arbejdet som mælkemand, flyttemand, sælger, postbud, journalist, pusher, jord- og betonarbejder, disc-jockey, vinduespudser, korrekturlæser m.m. Hans første skribentvirksomhed var som jazzanmelder. I starten af 1970'erne underviste han sammen med Jannick Storm på Danmarks Biblioteksskole – i faget science fiction.
Dan Turèll elskede byen, dens liv, dens larm og måske især de små historier, der gemte sig alle vegne, og denne kærlighed til storbyen ses i mange af hans historier. Hans Vesterbro var delvist romantiseret. Kærlighed til kvinder og den erotiske side af livet er stærke elementer i hans digte og fortællinger. Han optrådte i en birolle i afsnit 5 af den danske tv-serie Een stor familie i 1980.

## Bøger
I Turèlls bøger er der meget ofte et skær af selvbiografi eller selviscenesættelse. Han deler motiver med de amerikanske forfattere fra beatgenerationen (Allen Ginsberg, Jack Kerouac, William Burroughs): jazz, storby, stoffer og zen og han har blik for de æstetiske dimensioner af forfald og degenerering, som han ikke mindst dyrker i sin kriminalromanserie. Han udgav en del af sit materiale selv - specielt i begyndelsen af karrieren, og han var aldeles produktiv. Han var meget image-bevidst: fx anvendte han sort neglelak som en del af sit brand. Han var desuden en stor fan af både Anders And og vampyrer (han skrev fagbogen Alverdens vampyrer og var æresmedlem af Dansk Vampyr Selskab).
Det store gennembrud kom med Vangede Billeder i 1975. Derefter var han en efterspurgt entertainer, og han optrådte med egne værker, både med og uden musikledsagelse.

## Død og hans minde
Dan Turèll døde af kræft og er begravet på Assistens Kirkegård i København.
Søndag den 19. marts 2006 fik en del af Halmtorvet i København (Halmtorvet 13A-E, Vesterbro) navnet Onkel Dannys Plads.
Året efter 19. marts 2007 blev en plads i hans hjemby Vangede opkaldt "Dan Turèlls Plads".
Meget af det Dan Turèll skrev, er genudgivet efter hans død. Hele hans digtproduktion 1969-1993 er udgivet i to bind.
Dan Turèll var gift to gange. Først med Kirsten Brand, anden gang med Inge Margrethe Svendsen/Chili Turèll, med hvem han fik en datter, Lotus Turèll.
En medalje til hans ære er Dan Turèll Medaljen udsendt af Dan Turèll Selskabet. Den er udført af Barry Lereng Wilmont. Den er en del af udstillingen i Nationalmuseets forhal, hvor den blev overrakt første gang. Den 19. marts 2012 overrakte Chili Turèll den første medalje til forfatteren Astrid Saalbach. Før 2012 bestod prisen af et rejselegat og et af Turèlls smukt bundne slips.

## Mordserien
Dan Turèll skrev fra 1981 til 1990 den såkaldte Mord-serie, som består af 12 kriminalromaner. De er ikke skrevet som en føljeton og kan læses i vilkårlig rækkefølge. Undervejs i serien udvikles både miljø og personer, og ved at læse romanerne i rækkefølge ses denne udvikling. Serien foregår primært på Vesterbro i København, som i serien er baggrund for væsentligt flere kriminelle handlinger end virkelighedens Vesterbro. Vesterbros geografi er også ændret, idet fx Saxogade og Absalonsgade har fået anden placering end i virkeligheden.
Serien kredser om en unavngiven journalist, der arbejder freelance for en fiktiv københavnsk avis, der slet og ret bærer navnet Bladet. Sammen med seriens øvrige personer – fx politiinspektør Ehlers og forskellige journalistkolleger – bliver hovedpersonen i hver roman blandet ind i en ny mordgåde.
Dan Turèlls foretrukne feriested var Malta, hvor han hentede inspiration til bind 3 i Mord-serien. Bogen indbragte ham Poe-klubbens "Gyldne håndjern" for årets bedste kriminalroman i 1985.
To af seriens bøger er filmatiseret (se nedenstående liste).

## Samlede udgivelser

### Romaner, noveller og digtsamlinger
- Vibrationer, digte, 1966
- 40 ark, digte, 1969.
- 40 linier, digte, 1969.
- Changes of Light, 1970.
- Manuskripter 1-2, 1970.
- Occult Confessions, 1970.
- Områder af skiftende tæthed og tomhed, prosa, 1970.
- Speed of Light, 1970.
- Bevægelser, formålsløst cirklende, 1971.
- Manuskripter om hvad som helst, 1971.
- The Total-Copy System, digte, 1971.
- A Draft of XXX Space Cantos, digte, 1972.
- Feuilleton 1: Faraway Signs, 1972.
- Feuilleton 2: Laser Time Switch, 1972.
- Feuilleton 3: Filmen synker igennem Deres øjne, 1972.
- Feuilleton 4: The Edison Kinetogram, 1972.
- Opsvulmede byer i sigtekornet flagrende skud i bevidstheden, 1972.
- Sidste forestilling bevidstløse trancebilleder af eksploderende spejltricks igennem flyvende tidsmaskine af smeltende elektriske glasfotos, 1972.
- Dobbeltskrift, 1973.
- Feuilleton 5: It's Just Another Whistle Stop, 1973.
- Feuilleton 6: Not Fade Away..., 1973.
- Feuilleton 7: Deres kodeskrift under Dobbelt Sol, 1973.
- Here Comes Your 19th Nervous Breakdown (digt), 1973.
- Lissom, digt, 1973.
- Onkel Danny's dadaistiske disc-jockey djellaba jazzjungle joysticks, digte, 1973.
- Sekvens af Manjana, den endeløse sang flimrende igennem hudens pupiller, prosa, 1973.
- A Third Draft of Space Cantos, digte, 1974.
- Another Draft of Space Cantos, digte, 1974.
- Karma Cowboy, digte, 1974.
- Onkel Danny's deliristiske jukebox jitterbug, digte, 1974.
- Onkel Danny's drivende dansende dirrende dinglende daskende dryppende danske dåse-digte, digte, 1974.
- Vangede Billeder, erindring, 1975.
- $torebror $am, selvbiografi, 1975.
- Drive-in digte, digte, 1976.
- Live-Show Feed-Back. 5 sæt af Bøgernes Bog, prosa, 1976.
- Nytår i Rom, digte, 1976.
- Onkel Danny fortæller, erindring, 1976.
- Teenager in love, digte, 1977
- 3-D digte, digte, 1977.
- "Gennem byen en sidste gang", digte, 1977.
- Livets karrusel, fortællinger, 1977.
- Storby-Blues, digte, 1977.
- Feuilleton 8: Strangers in the Night, 1978.
- Onkel Danny fortæller videre, erindring, 1978.
- Osvald og Rosa, novelle, 1978
- Onkel Danny's små sitrende skinnende svirrende swingende saxsoli sæbeboble-sange, digte, 1978.
- Døgn-digte, udvalg, 1979.
- Møde i Garda, fortælling, 1979.
- Onkel Danny fortæller i timevis, erindring, 1979.
- Onkel Danny's rullende rallende regnvejrs ragtime rhapsodi, digte, 1979.
- Mord i mørket, roman, 1981.
- Mord i Rodby, roman, 1981.
- Ulysses' spejl, digte, 1981.
- Mord på Malta, roman, 1982.
- Onkel Danny fortæller på talløse opfordringer, erindring, 1982.
- Alhambra Blues, digte, 1983.
- Mord ved Runddelen, roman, 1983.
- Kom forbi, digte, 1984.
- Disse kvinder, digte, 1984.
- Mord i marts, roman, 1984.
- Mord i september, roman, 1984.
- Don Dobbeltliv og andre historier fra Stjernecaféen, noveller, 1985.
- Mord i myldretiden, roman, 1985.
- Jazz-digte, udvalg, 1986.
- Mord på møntvaskeriet, noveller, 1986.
- Mord i rendestenen, roman, 1987.
- Blues for Buddha, prosa, 1988.
- Mord på medierne, roman, 1988.
- Nekrolog. Blues for..., prosa, 1988.
- As Time Goes By... Klip fra den fortsatte scrap-bog, essays, 1989.
- Forklædt til genkendelighed. Sange, digte & recitationer, 1989.
- Mord på markedet, noveller, 1989.
- Mord i San Francisco, roman, 1990.
- Himalaya Hilton. Digte 1989-1991, udvalg, 1991.
- Dét døgn, da..., roman, 1992.
- Gud & Gokke. Digte 1991-1992, digte, 1992.
- Tja-a Cha-Cha, digte, 1993.

### Faglitteratur
- Alverdens vampyrer, 1978, udvidet udgave 1993.

### Musik
- Dan Turèll og Sølvstjernerne, med Jan Kaspersen, 1978.
- Pas på pengene, med Halfdan E, 1993.
- Glad i åbningstiden, med Halfdan E, 1996.
- Dan Turèll & Sølvstjernerne vender tilbage, 2004

### Lydbøger indlæst af Dan Turéll
- Vangede billeder (1978)
- Dansk tale – To monologer (1981)
- Mord i mørket (1984)

### Film
- Mord i mørket, 1986. Løst over kriminalromanserien.
- Mord i Paradis, 1988. Efter romanen Mord i Rodby.
- Onkel Danny - Portræt af en karma cowboy, 2002, dokumentarfilm af Lars Movin og Steen Møller Rasmussen.
- Så kort og mærkeligt livet er – En film af Dan Turèll, 2008, Instrueret af Anders Østergaard, med musik af Halfdan E.
- Velkommen I Tv, De Kalder Mig Dt, 2008, Interaktivt portræt af Dan Turèll, produceret af DR Multimedie.